# World Values Survey

En återskapad version av Inglehart-Welzers kulturkarta efter våg 4 (1999–2004).

World Values Survey är ett pågående samhällsvetenskapligt forskningsprojekt, lett av Ronald Inglehart.
WVS frågeformulär består av cirka 250 frågor vilket resulterar i mellan 400 och 800 mätbara variabler.

## Undersökningar
World Values Survey har genomförts i sex olika omgångar – vågor.
| Våg | År        | Länder | Respondenter |
| --- | --------- | ------ | ------------ |
| 1   | 1981–84   | 20     | 25 000       |
| 2   | 1990–93   | 42     | 61 000       |
| 3   | 1994–98   | 52     | 75 000       |
| 4   | 1999–2004 | 67     | 96 000       |
| 5   | 2005–08   | 54     | 77 000       |
| 6   | 2010–14   | 57     | >85 000      |

## Resultat
Några exempel på resultat från World Values Survey är följande:
- Lycka. Självuppfattad lycka har mätts och jämförts mellan deltagarländerna och har blivit den del av WVS som rapporterats mest extensivt i media.[4]

- Ingleharts kulturkarta [5] är ett annat av de mest välkända resultaten från WVS.